# Elwira Wladimirowna Wicharjewa
Elvira Wladimirowna Wicharewa (geboren am 8. Juni 1990 in Irkutsk, RSFSR, UdSSR) ist eine russische Oppositionspolitikerin und ehemalige Kandidatin für die Duma der Russischen Föderation. Sie ist eine Videobloggerin zu gesellschaftspolitischen Themen und die Autorin eines gleichnamigen Kanals auf YouTube.

## Biografie
2012 absolvierte sie das Moskauer Institut für Fernsehen und Rundfunk „Ostankino“. Ihr zweiter Abschluss stammt von der Fakultät für Politikwissenschaften der Russischen Staatlichen Geisteswissenschaftlichen Universität (RGGU).
Seit März 2020 betreibt Wicharjewa einen gleichnamigen YouTube-Kanal.

## Politische Tätigkeit
Im Jahr 2017 trat Elvira der Partei „Jabloko“ bei. Sie kandidierte über die Plattform des „politischen Uber“ von Maxim Katz und Dmitry Gudkov sowie von der Partei „Jabloko“ für den Rat der Abgeordneten des Stadtbezirks Altufyevsky.
Als Mitbegründerin der „Partei der Veränderungen“ – ehemals „Bürgerinitiative“ – war Wicharjewa Mitglied des politischen Rats der Moskauer Abteilung der „Partei der Veränderungen“. In die höchsten Positionen der Partei wurden Dmitri Gudkow und Ksenia Sobtschak berufen.
Im Jahr 2018 arbeitete sie im Team der Oppositionspolitiker Dmitri und Gennadi Gudkow, danach organisierte und moderierte sie ein Parteiforum, das Menschen mit demokratischen Ansichten und Meinungsführer wie Journalisten, Philosophen, Publizisten, Politiker, Politikwissenschaftler, Soziologen und Menschenrechtler vereinte.
Im August 2019 genehmigten die Behörden die Durchführung einer Massenveranstaltung auf dem Sacharow-Prospekt. Wicharjewa war die Moderatorin der Kundgebung. 2019 war sie eine der Organisatoren der Kundgebung auf dem Sacharow-Prospekt, die am 10. August 2019 stattfand. Die Kundgebung „Holen wir uns unser Wahlrecht zurück“ am 10. August 2019 zog nach Schätzungen des Weißen Zählers bis zu 60.000 Menschen an und war die größte seit 2011. Alle Organisatoren wurden am Tag zuvor von der Polizei zu einem Gespräch vorgeladen, dennoch fand die Kundgebung am vorgesehenen Tag statt. Neben Elwira Wicharjewa waren an der Organisation der Aktion die Stadtverordneten Ilja Asar, Denis Schenderowitsch, Andrei Morew, Jelena Rusakowa und Jelena Filina sowie das Mitglied von „Offenes Russland“, Tatjana Usmanowa, der Aktivist Sergej Rachnowski und das „Solidarität“-Mitglied Nadeschda Mitjuschkina beteiligt. Die Organisatoren der Kundgebung „Holen wir uns unser Wahlrecht zurück“, die am 10. August 2019 stattfand, übergaben eine Resolution an das Büro des Präsidenten Russlands. In der Resolution wurde gefordert, Oppositionspolitiker zu den Wahlen zuzulassen oder die Wahlen abzusagen, die nach den Aktionen vom 14. Juli 2019, 27. Juli 2019 und 3. August 2019 eingeleiteten Verfahren einzustellen und den kommunalen Filter bei den Herbstwahlen abzuschaffen. Außerdem wurde gefordert, die Sicherheitskräfte, die Demonstranten geschlagen haben, zur Verantwortung zu ziehen und die Verlegung von Kräften des Innenministeriums und der Nationalgarde aus anderen Regionen zu verbieten. Das Dokument wurde von den Abgeordneten Jelena Filina, Andrei Morew und Jelena Rusakowa übergeben und auch von Ilja Asar und Elwira Wicharjewa unterzeichnet.
Im Jahr 2019 leitete sie das Wahlkampfteam von Gennadi Gudkow bei den Wahlen zur Moskauer Stadtduma. Die Behörden verweigerten dem Politiker die Registrierung, woraufhin Wicharjewa ankündigte, eine Mitteilung über die Durchführung einer Kundgebung und eines Marsches in Moskau am 14. September 2019 eingereicht zu haben, um die Zulassung unabhängiger oppositioneller Kandidaten zu fordern. Im selben Monat versuchte sie dreimal, Kundgebungen am selben Ort zu organisieren, aber diese Pläne erhielten keine Genehmigung. Am 19. September 2019 erteilte die Polizei Wicharjewa eine Verwarnung wegen der Illegalität der Durchführung nicht genehmigter Aktionen.
Sie vertrat und verteidigte die Meinung der politischen Opposition zu einer Reihe aktueller Fragen der Innen- und Außenpolitik der Russischen Föderation. Im Jahr 2021 kandidierte sie bei den Wahlen zur Staatsduma der VIII. Einberufung im Einmandatswahlkreis Nr. 196 - Babuschkinski in Moskau von der Partei des Wachstums. Während des Wahlkampfs initiierte Wicharjewa ein Treffen mit der Leiterin der Zentralen Wahlkommission, Ella Pamfilowa, aufgrund der Nichtzulassung von OSZE-Beobachtern in voller Stärke zur Arbeit bei den Parlamentswahlen. Bei den Wahlen zur Staatsduma Russlands vom 17. bis 19. September 2021 erhielt Wicharjewa im Babuschkinski-Wahlkreis 2,40 % der Stimmen.
Am 31. Mai 2022 kündigte sie ihre Absicht an, bei den Wahlen zur Stadtverordnetenversammlung im Bezirk Jakimanka zu kandidieren. Am 27. Juli 2022 disqualifizierte das Gericht von Zamoskvoretski die Kandidatin Elwira Wicharjewa von den Wahlen im Bezirk Jakimanka. Danach wurden an den Türen der Politiker Elwira Wicharjewa und Nodari Khananashvili Flugblätter mit ihren Fotos und der Aufschrift „Unterstützt ukrainische Nazis“ aufgehängt. Im Oktober 2022 setzte Elwira Wicharjewa trotz Drohungen und Druck ihre Hausbesuche in ihrem Bezirk im Norden Moskaus fort und bot Hilfe bei der Lösung verschiedener sozialer Probleme an.
Am 24. März 2023 trat sie bei CNN mit Erin Burnett auf, nachdem sie in Russland mutmaßlich vergiftet worden war. In ihrem Blut wurden Spuren des toxischen Kaliumdichromats, und sie begann im November 2022 die ersten schmerzhaften Symptome zu verspüren, die sich im Dezember 2022 und Februar 2023 verschlimmerten. Die Symptome umfassten starke Bauchschmerzen, Herzrasen, Gliedmaßenkribbeln, Muskelkrämpfe, Ohnmachtsanfälle und Haarausfall. Am 21. April 2023 stufte das russische Justizministerium Wicharjewa als „ausländische Agentin“ ein.
Das russische Verteidigungsministerium erklärte in Antwort auf eine Frage der Aktivistin Elwira Wicharjewa, warum die Behörden kein Dekret über das Ende der Mobilisierung erlassen hätten, dass die Aufhebung des Dekrets zu einer Verletzung der Rechte der Mobilisierten führen könnte. Sie veröffentlichte die Antwort des Ministeriums in den sozialen Medien.
Am 22. März 2024 kündigte Elwira Wicharjewa gemeinsam mit anderen „ausländischen Agenten“, darunter die Fernsehmoderatorin Tatjana Lasarewa, der Journalist Sergej Markelow, die Aktivistin Darja Serenko und der Ökonom Wladislaw Inosemzew, ihre Kandidaturen für die Wahlen zur Moskauer Stadtduma im September an. Es war vorgesehen, dass an dieser Kampagne 45 „ausländische Agenten“ teilnehmen sollten, entsprechend der Anzahl der Wahlkreise in Moskau. Die Oppositionellen beabsichtigten, auf diese Weise ihren Widerstand gegen das politische System zu demonstrieren und „denjenigen Unbehagen zu bereiten, die dem Land irreparablen Schaden zufügen“.
Die Staatsduma reagierte umgehend auf diese Initiative. Am 6. Mai wurde in drei Lesungen ein Änderungsentwurf verabschiedet, der ausländischen Agenten, einschließlich Wicharjewa, verbietet, ihre Kandidaturen aufzustellen.
Am 15. Mai 2024 unterzeichnete der russische Präsident Wladimir Putin ein Gesetz, das ausländischen Agenten die Teilnahme an Wahlen auf allen Ebenen sowie die Tätigkeit als Wahlbeobachter und Vertrauenspersonen von Kandidaten untersagt.